# Grupo Escolar Senador Guerra
Grupo Escolar Senador Guerra é uma instituição pública localizada no centro da cidade de Caicó, no Rio Grande do Norte. Administrada pelo governo estadual, na atualidade fornece exclusivamente Educação de Jovens e Adultos. É a escola mais antiga da cidade ainda existente, sendo fundada em 1909.

## História
Criado pelo Decreto nº 189 de 16 de fevereiro de 1909, pelo então Governador do Rio Grande do Norte, Alberto Maranhão, atendendo a uma solicitação do Prefeito de Caicó, Cel. Joaquim Martiniano Pereira (1908 a 1910). Coube ao Dr. José Augusto Bezerra de Medeiros, na época exercendo interinamente o cargo de Diretor-Geral da Instrução Pública do Estado, instalá-lo solenemente.
A escola teve como modelo educacional o Grupo Escolar Augusto Severo de Natal, requerida pela Reforma da Instrução Pública Primária no Estado do Rio Grande do Norte, ocorrida nas primeiras décadas do século XX.
Começou a funcionar interinamente aos 25 de março de 1909, na sede da Intendência Municipal (Antiga Prefeitura), com uma classe masculina, uma feminina e uma infantil mista.
Durante a administração municipal do Major Camboim (1920 a 1923), aconteceu o lançamento da pedra fundamental da sede própria. O trabalho de edificação esteve sob a responsabilidade do construtor L. Sigaud. Em 22 de setembro de 1925, o prédio foi inaugurado pelo governador do Estado, o caicoense Dr. José Augusto (1924 a 1927) e pelo Prefeito de Caicó o Cel. Joel Damasceno (1924 a 1926).

## Estrutura física
Construído na parte elevada da cidade, sob influência da arquitetura eclética, o prédio possui salas amplas e arejadas, com várias janelas e portas, e um pátio interno. Se localiza de fronte à Praça Dr. José Augusto e seus fundos estar para a principal via da cidade, a avenida Cel. Martiniano.

### Mudanças Ocorridas

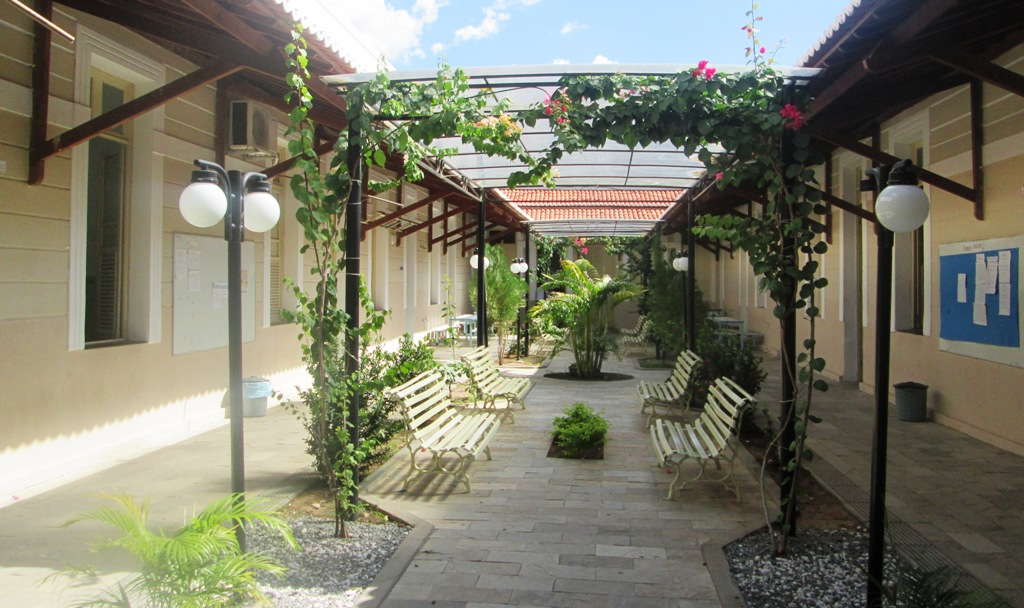
Interior do estabelecimento.

Pela Portaria no 402/76-SEC-CS, de 30 de dezembro de 1976, o Grupo Escolar foi transformado em Escola Estadual Senador Guerra – Ensino de 1o Grau. Na década de 90, passou a Centro de Ensino Supletivo pelo Decreto no 12.241/94, de 26 de junho de 1994, permanecendo, até o presente momento, com essa função educativa, com a mudança de nomenclatura para Educação de Jovens e Adultos.
Ao longo do tempo, ocorreram modificações nas instalações físicas do Grupo Escolar Senador Guerra para adequá-las às suas novas funções. Entretanto, tais modificações não chegaram a alterar a parte estrutural do prédio, sendo suas linhas arquitetônicas preservadas.